# Malia - Napoli 1950-1960
Malia - Napoli 1950-1960 è un album in studio del 2015 del cantautore Massimo Ranieri. In questo album il cantautore è interprete insieme a quei musicisti d'eccezione che con lui hanno vestito di Jazz i classici della canzone napoletana degli anni '50 e '60.

## Tracce
1. Accarezzame
2. Nun è peccato
3. Tu vuò fà l'americano
4. Doce doce
5. 'Na voce 'na chitarra e 'o ppoco 'e luna
6. Ue ue che femmena
7. Malatia
8. Luna caprese
9. 'O sarracino
10. Anema e core
11. Te voglio bene tanto tanto
12. Resta cu'mme